# Парчинес
Парчинес (итал. Parcines) — коммуна в Италии, располагается в регионе Трентино — Альто-Адидже, в провинции Больцано.
Население составляет 3345 человек (2008 г.), плотность населения составляет 58 чел./км². Занимает площадь 55 км². Почтовый индекс — 39020. Телефонный код — 0473.
Покровителями коммуны почитаются святые апостолы Пётр и Павел, празднование 29 июня.

## Демография
Динамика населения:

## Администрация коммуны
- Официальный сайт: http://www.comune.parcines.bz.it/ Архивная копия от 24 сентября 2008 на Wayback Machine